# Estrela do Norte (São Gonçalo)
Estrela do Norte é um bairro do município de São Gonçalo, na Região Metropolitana do Rio de Janeiro.

## O bairro
O bairro é vizinho ao Centro do município de São Gonçalo, fazendo parte do primeiro distrito. O Estrela do Norte também é limitado pelos bairros Mutuá, Galo Branco e São Miguel.
Conforme o censo do IBGE do ano de 2010, a população do Estrela de Norte é de 6.549 habitantes, sendo 2.992 homens e 3.557 mulheres. 
O Estrela do Norte é um bairro de características residenciais e possui pequenos comércios, tais como: padarias, mercados, farmácias e bares. Na sua via principal, a Rua Dr. Nilo Peçanha, há um intenso fluxo de veículos; a via serve de ligação entre o Centro e Alcântara, e nela se localiza a maior parte dos comércios do bairro.                          
As principais vias e ruas do bairro são: Rua Dr. Nilo Peçanha, Av. Presidente Kennedy, Estrada Boqueirão Pequeno e a Rua Monteiro Lobato.

## Saúde
No bairro, localizam-se o Hospital do Coração Samcordis (particular), o Posto de Saúde Madre Tereza de Calcutá (público) e o Serviço de Pronto Atendimento da UNIMED (particular).

## Educação
Encontram-se, no bairro, o CEIAAD (Centro de Recursos Integrados de Atendimento ao Adolescente), a Secretaria Municipal de Educação, que funciona no Centro Cultural Prefeito Joaquim Lavoura e a Biblioteca Municipal de São Gonçalo. No bairro Estrela do Norte, encontra-se também o Educandário Cecília Meireles (particular).     

## Cultura
Destacam-se, no circuito cultural da cidade, o Centro Cultural Joaquim Lavoura e o Clube Esportivo Mauá, importante e tradicional clube da cidade.  
No bairro, também se encontram o Centro de Integração do Comperj e o SESC São Gonçalo, onde acontecem diversos shows, espetáculos teatrais, atividades esportivas e de lazer, oficinas e exposições. 
No Estrela do Norte, se localizam as ruínas do antigo Palacete do Mimi, palacete histórico já destruído, o Abrigo Cristo Redentor, fundado em 1939, e a Igreja de São José do Operário.     

## Clima
O clima do Estrela do Norte não é muito diferente daquele do resto do município, ameno e seco (20º a 35º).